# Gazdaságkoordináció
A gazdaságkoordináció az egyes gazdaságokat hosszú időn keresztül, rendszerszerűen meghatározó sajátosság, amelynek két nagyon fontos eleme van a tulajdonviszonyok és a meghatározó elosztási mechanizmus.
A történelem folyamán nagyon sok gazdaságkoordinációs forma alakult ki. A középkori Európában a feudalista társadalomban etikai koordináció valósult meg. 
Az újkorban a legelterjedtebb gazdaságkoordinációs forma a kapitalista országokra jellemző piaci koordináció lett, amellyel szemben, mint alternatíva jött létre a szocialista országokra jellemző adminisztratív koordináció.
Korunk modern piacgazdaságaiban az ún. vegyes koordináció működik, amely az előbbi két rendszer ötvözete.
Ezek mellett a XX. század folyamán sajnos a világ különböző részein többször is az agresszív koordináció valósult meg.